# A.J. Hinch
Andrew Jay "A.J." Hinch, född den 15 maj 1974 i Waverly i Iowa, är en amerikansk professionell basebolltränare och före detta -spelare som är huvudtränare för Detroit Tigers i Major League Baseball (MLB). Han har tidigare varit huvudtränare för Arizona Diamondbacks och Houston Astros. Hinch vann en World Series-titel med Astros 2017, men fick sparken 2020 då det uppdagades att laget under hans tid fuskat och han stängdes av från MLB under hela säsongen 2020.
Hinch tog brons för USA vid olympiska sommarspelen 1996 i Atlanta.
Hinch draftades tre gånger, 1992, 1995 och 1996, och det var till slut Oakland Athletics som fick honom att skriva på efter att ha valt honom i tredje omgången 1996. MLB-debuten kom med Athletics 1998 och han spelade för totalt fyra klubbar fram till 2004 som catcher. Totalt spelade han 350 matcher med 32 homeruns, 112 RBI:s (inslagna poäng) och en slash line på 0,219/0,280/0,356.
Efter spelarkarriären började Hinch arbeta som basebolltränare. I maj 2009 utsågs han till huvudtränare för Arizona Diamondbacks, men drygt ett år senare fick han sparken. Därefter arbetade han för San Diego Padres innan han inför 2015 års säsong utsågs till huvudtränare för Houston Astros. Han förde 2017 Astros till klubbens första World Series-titel.
I januari 2020 stängde MLB av Hinch och Astros sportchef Jeff Luhnow i en hel säsong på grund av en utredning som MLB gjort avseende att Astros under 2017 års säsong ägnat sig åt att på ett otillåtet sätt "stjäla" motståndarnas tecken som visar vilken typ av kast som motståndarnas pitcher ska kasta. Samma dag fick Hinch och Luhnow sparken av Astros med omedelbar verkan.
Efter säsongen 2020 var slut tilläts Hinch tillbaka efter sin avstängning och utsågs i slutet av oktober till Detroit Tigers nya huvudtränare.